# WF-23
WF-23（化学名：2β-丙酰基-3β-(2-萘基)-莨菪烷）是一种含氮有机化合物，化学式C
21H
25NO，属于可卡因的结构类似物，能作为血清素-去甲肾上腺素-多巴胺三重再摄取抑制剂。